# N833 (België)
De N833 is een gewestweg in de Belgische provincie Luxemburg. De route verbindt de N831 in Tohogne met de N89 en N834 in La Roche-en-Ardenne. De route heeft een lengte van 49,1 kilometer en bestaat uit twee rijstroken.

## Plaatsen langs de N833
- Tohogne
- Durbuy
- Petithan
- Grandhan
- Melreux
- Hotton
- Hampteau
- Rendeux-Bas
- Rendeux
- Ronzon
- Jupille
- La Roche-en-Ardenne